# Nick Joaquín
Nicomedes Joaquín y Márquez (Manila, Filipinas, 4 de mayo de 1917 - 29 de abril de 2004) fue un novelista, poeta, ensayista y biógrafo filipino, cuya obra se orienta hacia la historia de la población filipina. 
Nació en el distrito de Paco, Manila, donde se crio. Sus Padres eran Don Leocadio Joaquín, un coronel de la Revolución Filipina que había servido también en la administración colonial española, y Doña Salomé Marqués, una de las primeras profesoras en ser incluidas en el sistema de educación público de la colonia por los estadounidenses. 
Sus primeros trabajos fueron publicados en Free Press (Prensa libre), donde escribía sus reportajes bajo el pseudónimo de Quijano de Manila. Abordaba la historia de la Edad de oro del castellano en Filipinas o relatos breves sobre la cultura católica del país.
Sus obras más famosas son la novela The Woman Who Had Two Navels (La mujer que tuvo dos ombligos, 1961), la pieza de teatro A Portrait of The Artist as Filipino  (Retrato del artista como artista filipino 1966) y la colección de cuentos Tropical Gothic (Gótico tropical 1972).
Está considerado como el más relevante de los literatos filipinos en lengua inglesa, si bien su lengua materna era el español, lo que hace a la tríada de Rizal, Recto y Joaquín los tres grandes literatos hispanohablantes de Filipinas.
Joaquín vivió en diversos momentos de su vida en Hong Kong, Madrid, Nueva York y México. Fue designado como Artista Nacional de Filipinas en 1976.